# رز لزلی
رز النور آربوثنوت-لزلی (به انگلیسی: Rose Eleanor Arbuthnot-Leslie) (زاده ۹ فوریه ۱۹۸۷)، با نام حرفه‌ای رز لزلی، هنرپیشه اسکاتلندی است که از سال ۲۰۰۵ تاکنون مشغول فعالیت است. او بیشتر برای بازی در مجموعه‌های تلویزیونی بازی تاج‌وتخت و دانتون ابی شناخته شده‌است. از جمله فیلم‌هایی که وی در آن‌ها ایفای نقش کرده می‌توان به مورگان، آخرین شکارچی جادوگر و مجموعه‌های تلویزیونی‌ای نظیر لوتر، کشمکش خوب و همسر مسافر زمان اشاره کرد. رز لزلی از سال ۲۰۱۲ تاکنون با همبازی خود در سریال بازی تاج‌وتخت یعنی کیت هرینگتون در رابطه است و در حال حاضر نیز ساکن لندن است. مراسم ازدواج آن‌ها در تاریخ ۲۳ ژوئن ۲۰۱۸ برگزار شد.